# Adesmia arenicola
Adesmia arenicola là một loài thực vật có hoa trong họ Đậu. Loài này được (R.E.Fr.) Burkart miêu tả khoa học đầu tiên.